# Область Кассіні

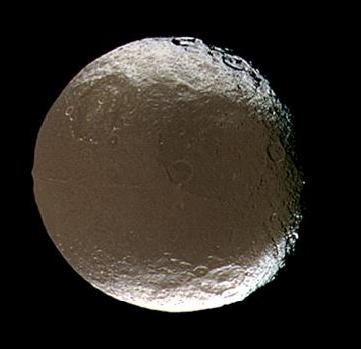
Провідне півкуля Япета. Темний ділянку — область «Кассіні». Світлі ділянки — околополярные частини Ронсевальской землі (зверху) і землі Сарагоса (знизу). Екваторіальне гірське кільце проходить горизонтально через центр. Зліва за край диска відходять гори Толедо, трохи правіше видно гори Тортелоза, яскрава точка на правому краю — гора Севілья

Область Кассіні (лат. Cassini Regio) — темна область Япета (супутника Сатурна), що займає близько 40 % його поверхні.
Найпомітніша унікальна особливість Япета — різке розходження альбедо двох його сторін. Одна сторона сніжно-біла (вона відбиває понад 50 % світла), а інша дуже темна (альбедо 3—5 %).

## Відкриття й вивчення
Велика різниця яскравості півкуль Япета виявив ще його першовідкривач — Джованні Доменіко Кассіні, хоча навіть кращі інструменти його часів не давали можливості побачити на цьому супутнику які-небудь деталі. З моменту відкриття Япета в 1671 році до 1705 року Кассіні бачив його тільки тоді, коли він знаходиться на захід від Сатурна. У 1705 році, використовуючи потужніший телескоп, Кассіні все ж побачив цей супутник під час знаходження на схід від планети. Виявилося, що при цьому він слабкіше 2-ї зоряної величини. З цього «Кассіні» зробив два висновки, які пізніше підтвердилися, — по-перше, одна півкуля Япета набагато темніше іншого, а по-друге, воно завжди дивиться в напрямку руху супутника по орбіті (тобто Япет завжди повернений до Сатурна однією і тією ж стороною).
Перші фотографії Япета, на яких видно деталі його поверхні, отримав космічний апарат «Вояджер-1» в 1980 році. Набагато кращі знімки дав апарат «Кассіні — Гюйгенс», який вивчає систему Сатурна з 2004 року.

## Найменування
Темна область Япета названа областю Кассіні (лат. Cassini Regio) на честь італійського і французького астронома Джованні Доменіко Кассіні, який відкрив цей супутник. Ця назва була затверджена Міжнародним астрономічним союзом в 1982 році (поміж перших 20 назв об'єктів Япета). Яскраву область супутника поділили на дві частини по екватору: північна частина отримала назву «Ронсевальская земля» (лат. Roncevaux Terra), а південна — «земля Сарагоса» (лат. Saragossa Terra). Назви цих земель (як і всіх інших об'єктів на Япеті, крім області Кассіні) взяті з середньовічної французької поеми «Пісня про Роланда», тому що Кассіні відкрив супутник під час роботи у Франції.
Кратери області Кассіні (а також розташовані в прикордонній зоні, але мають темні днища) названі іменами негативних персонажів «Пісні про Роланда» — маврів. Кратери яскравою частини Япета отримали імена позитивних персонажів — франків і їх союзників.

## Межі та рельєф

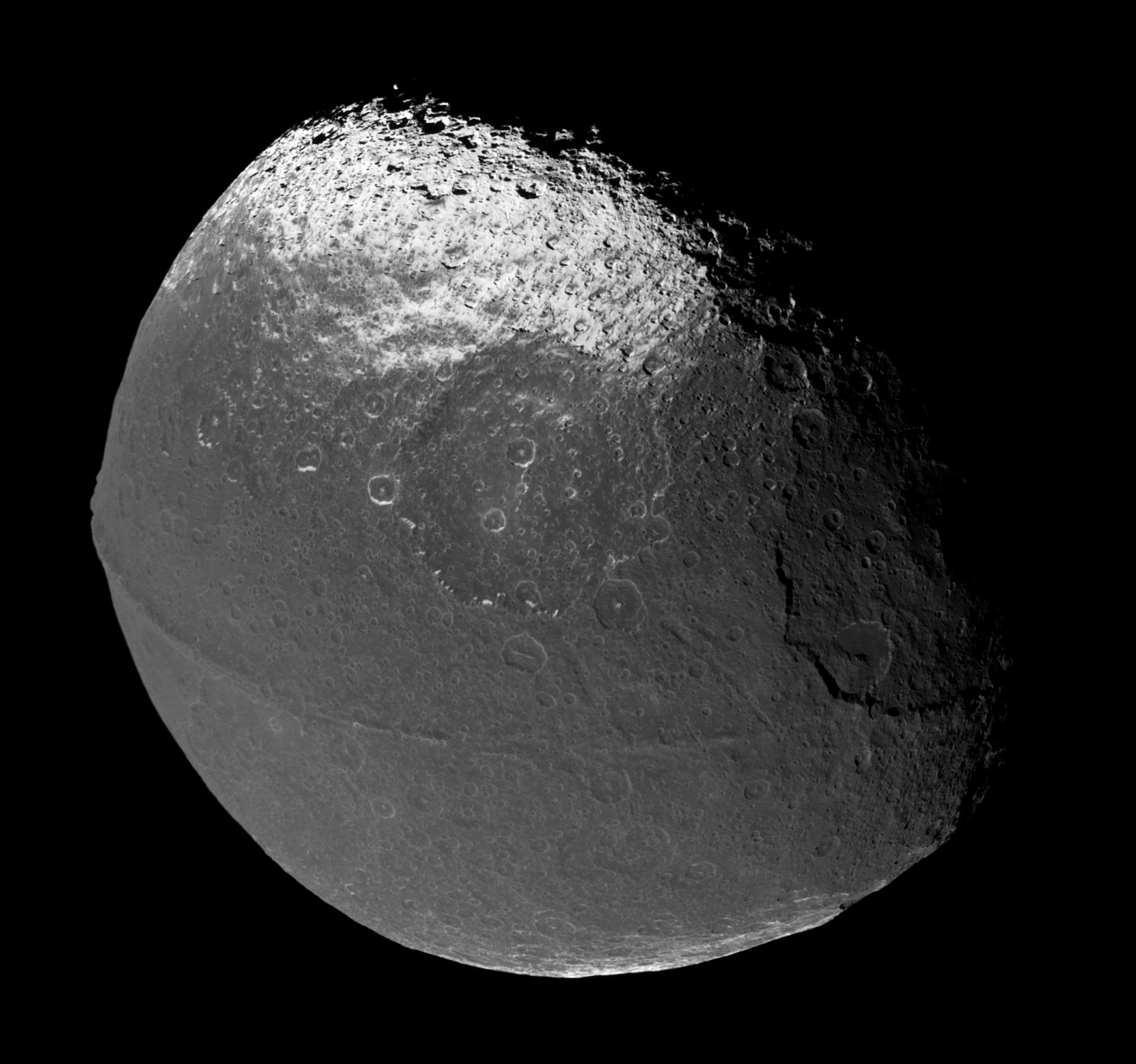
Темна сторона Япета — область «Кассіні». Великий кратер близько центру — Фальзарон, праворуч видно половину кратера Торжис. Знімок апарата «Кассіні» (31.12.2004)

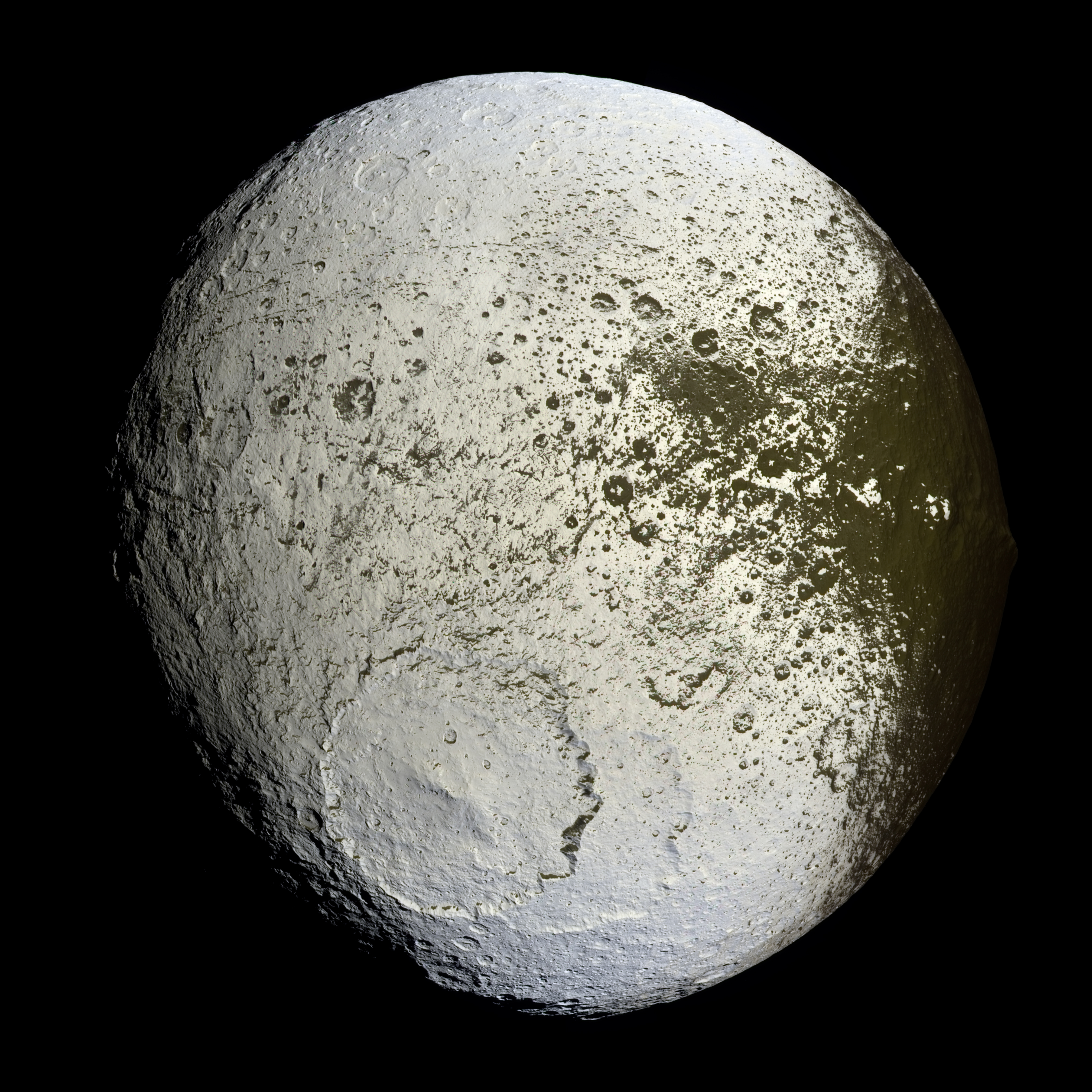
Япет. Праворуч видно частину області Кассіні, а в ній — два яскравих ділянки екваторіального гірського хребта: гора Кордова (ліворуч) і гора Соранса з горою Альтилья (правіше). Ця частина хребта відома як гори Каркасона. Знімок КА «Кассіні» (08.10.2007)

Темна область Япета — область Кассіні — приблизно збігається з ведучим (переднім) півкулею, а яскрава — з веденим (заднім). Центри цих областей збігаються з центрами відповідних півкуль дуже точно, але межа між ними проходить точно по меридіану: вона зігнута на кшталт лінії на тенісному м'ячі. Темна область заходить на ведене півкуля в районі екватора, а яскрава на провідне — в районі полюсів.
Область Кассіні, як і вся інша поверхня Япета, вкрита кратерами. У її межах частково лежить і найбільший відомий кратер супутника — 770-кілометровий кратер Абим. Наступні за розміром кратери цієї області — 580-кілометровий Торжис, 420-кілометровий Фальзарон і 380-кілометровий Мальприми.
Уздовж екватора супутника тягнеться гірський хребет, відомий як стіна Япета (у яскравій області він представлений лише окремими вершинами). Частина цього хребта, що лежить в області Кассіні, теж досить переривчаста. Три ділянки отримали власні імена (на честь міст і фортець, згаданих у «Пісні про Роланда»): гори Каркасона (740 км в довжину), гори Толедо (1100 км) і гори Тортелоза (290 км). Назви дані і деяким окремим вершин цих ділянок хребта: в горах Каркасона є гора Кордова, гора Соранса і гора Альтилья; в горах Толедо — Гальна і Вальтерна. Крім того, на захід від гір Тортелоза (які не мають названих вершин) є окремо стоїть гора Севілья.
Вершини цього пасма, що лежать біля краю області Кассіні (гора Севілья і всі гори Каркасона) сніжно-білі і добре видно на знімках.

## Забарвлення
На знімках з високим дозволом видно, що кордон світлої і темної частини Япета дуже різка, але сильно розсіяна. Окремі світлі ділянки є і всередині темній області, а окремі темні — і всередині світлою. Такими окремими темними ділянками біля екватора є поглиблення, а на високих широтах — звернені до екватора схили. Аналогічно, у темній області височини і звернені до полюсів схили можуть бути яскравими.
Відмінність альбедо півкуль Япета залишалося загадкою протягом трьох століть. Пояснення, яке нині вважається самим правдоподібним, було запропоновано (але не помічено) в 1974 році, а детально розроблено у 2010-му. Згідно з цією версією, першопричина відмінностей альбедо — темна пил, що осідає головним чином на провідній півкулі Япета (береться цей пил, швидше за все, з ретроградно рухомих віддалених супутників Сатурна, зокрема, Фебы). Але одне тільки осідання пилу не може пояснити різкий перехід від світлих тонів до темних і вигнутість кордону між світлою і темною областю. Пояснення цих фактів пов'язано з тим, що запиленість поверхні призводить до міграції льоду. Оскільки провідне (переднє) півкуля сильніше затемнене пилом, воно сильніше нагрівається сонячним світлом. Як наслідок, звідти випаровується лід, який згодом конденсується на холодних ділянках — веденій стороні і приполярних областях. Виходить позитивна зворотний зв'язок: спочатку темні ділянки темніють, а спочатку світлі — світлішають ще більше (детальніше див. у статті «Япет»).
Крім того, різні частини Япета відрізняються кольором. На провідній півкулі і яскраві, і темні ділянки помітно червоніше, ніж на веденому.